# Basse-Terre (Guadeloupe)
Basse-Terre (bɑstɛʁ, v antilské kreolštině bastɛ) je ostrov v Malých Antilách, přesněji v souostroví Guadeloupe, které je zámořským departementem a zároveň zámořským regionem Francie. Jedná se o hornatý sopečný ostrov s tropickým podnebím.
Basse-Terre je největší z ostrovů, z nichž se skládá souostroví Guadeloupe, a tvoří západní část dvojostrova tvořeného dvěma hlavními ostrovy souostroví – Basse-Terre a Grande-Terre, přičemž Grande-Terre je jeho východní částí. Oba ostrovy od sebe odděluje 7,5 km dlouhý a 0,05–1,17 km široký průliv zvaný „Solná řeka“ (la Rivière Salée).
Název ostrova – doslova „Nízká země“ – nevychází z jeho reliéfu, ale z námořnického slovníku z období vlády plachetních lodí, kdy se ostrovy vystavené větrům označovaly anglicky jako highlands či jako hautes terres ve francouzštině (česky = vysočiny), zatímco ostrovy, které byly chráněné před větrem, jako lowlands či jako bas terres neboli nížiny.

## Geografie
Na Basse-Terre se nachází nejvyšší pohoří v Malých Antilách s nejvyšším vrcholem Soufrière. Jedná se o stratovulkán s nadmořskou výškou 1467 m, jehož stáří se odhaduje na 200 000 let.
Ostrov, jehož rozloha činí 848 km2, je totožný se stejnojmenným francouzským arrondissementem (okresem) Basse-Terre, jehož hlavním městem je Basse-Terre, které je rovněž prefekturou zámořského departementu Guadeloupe. Ostrov má podobu oválu o rozměrech 45 x 20 km a od severu k jihu jej pokrývá hustý tropický deštný les s řadou řek a vodopádů. Tak jako u většiny sopečných ostrovů je zde mnoho pláží s černým a červeným pískem.
Ve středu tohoto hornatého ostrova se rozkládá jeden z francouzských národních parků, Národní park Guadeloupe. Ze severu na jih protíná ostrov sedmietapová dálková turistická stezka č. G1.

## Historie
Původní obyvatelé osídlili ostrovy pravděpodobně již kolem roku 3000 př. n. l. První identifikovatelnou skupinou byli Arawakové, které kolem roku 1400 vytlačili Karibové.
V roce 1493, při své druhé výpravě, přistál Kryštof Kolumbus 4. listopadu na Basse-Terre v místě dnešní obce Capesterre-Belle-Eau a pojmenoval celý ostrov podle kláštera Santa María de Guadalupe ve Španělsku Santa Maria de Guadalupe de Estremadura.
Španělé se v 16. století několikrát neúspěšně pokusili ostrov zabrat. Teprve roku 1635 se zde usadila francouzská Společnost amerických ostrovů, která celé souostroví formálně zabrala pro Francii. Tak se Basse-Terre stal tak jako celé souostroví francouzskou kolonií.
Do roku 1775 souostroví s výjimkou krátkých období britské a švédské okupace spravovaly francouzské úřady v rámci Francouzských Malých Antil.
V roce 1797 se Guadeloupe stal francouzským departementem, což se roku 1946 změnilo na francouzský zámořský departement. V roce 2003 se pak stal rovněž zámořským regionem. Do roku 2007 zde sídlila správa dnešních francouzských zámořských společenství Svatý Martin a Svatý Bartoloměj.

## Seznam měst na ostrově Basse-Terre
| Pořadí | Sídlo                                                     | Počet obyv. (2006) | Rozloha (km²) | Hustota |
| ------ | --------------------------------------------------------- | ------------------ | ------------- | ------- |
| 1      | Baie-Mahault–Pointe-à-Pitre                               | 27 906             | 46,02         | 606     |
| 2      | Petit-Bourg                                               | 21 153             | 130,88        | 162     |
| 3      | Sainte-Rose                                               | 19 989             | 119,65        | 167     |
| 4      | Capesterre-Belle-Eau                                      | 19 610             | 104,31        | 188     |
| 5      | Lamentin                                                  | 15 738             | 65,63         | 240     |
| 6      | Basse-Terre–Communauté d'agglomération Grand Sud Caraïbe  | 12 834             | 5,78          | 2 220   |
| 7      | Saint-Claude–Communauté d'agglomération Grand Sud Caraïbe | 10 502             | 34,27         | 306     |
| 8      | Trois-Rivières                                            | 8 864              | 31,22         | 284     |
| 9      | Gourbeyre–Communauté d'agglomération Grand Sud Caraïbe    | 8 033              | 23,52         | 342     |
| 10     | Vieux-Habitants                                           | 7 675              | 58,70         | 131     |
| 11     | Goyave                                                    | 7 575              | 60,91         | 124     |
| 12     | Bouillante                                                | 7 511              | 43,46         | 173     |
| 13     | Pointe-Noire                                              | 7 149              | 59,71         | 120     |
| 14     | Baillif–Communauté d'agglomération Grand Sud Caraïbe      | 6 086              | 24,37         | 250     |
| 15     | Deshaies                                                  | 4 287              | 32,15         | 133     |
| 16     | Vieux-Fort                                                | 1 749              | 7,24          | 242     |